# Látravík (vik i Island, Västfjordarna)
Látravík är en vik i republiken Island.   Den ligger i regionen Västfjordarna, i den västra delen av landet, 190 km nordväst om huvudstaden Reykjavík.
Inlandsklimat råder i trakten. Årsmedeltemperaturen i trakten är 0 °C. Den varmaste månaden är juni, då medeltemperaturen är 10 °C, och den kallaste är januari, med −6 °C.